# Brahe (Exoplanet)
55 Cancri c (Eigenname Brahe) ist ein extrasolarer Planet, der die Komponente A des Doppelsternsystems 55 Cancri (Eigenname Copernicus) umkreist. Aufgrund seiner hohen Masse wird angenommen, dass es sich um einen Gasplaneten handelt. Er ist, von seinem Stern aus gesehen, der dritte bekannte Planet seines Planetensystems.

## Entdeckung
55 Cancri c wurde mit Hilfe der Radialgeschwindigkeitsmethode nach Auswertung von Beobachtungsdaten, die von 1989 bis 2002 am Lick-Observatorium erhoben wurden, entdeckt. Zum Zeitpunkt der Entdeckung war bereits bekannt, dass Copernicus einen Planeten, nämlich Galileo, besitzt. 55 Cancri c und Lipperhey wurden von Geoffrey Marcy und R. Paul Butler im Juni 2002 veröffentlicht. Es bestand zunächst noch Zweifel, ob es sich wirklich um einen Exoplaneten handelt, da der Stern eine sehr ähnliche Rotationsperiode von 42 Tagen hat, die einen Exoplaneten mit dieser Umlaufperiode vortäuschen könnten. Durch weitere Beobachtungen konnten diese Zweifel ausgeräumt werden, so dass 55 Cancri c als bestätigt gilt.

## Bahneigenschaften
Der Exoplanet hat nach dem Modell mit fünf großen Planeten im Orbit um 55 Cancri A eine nur gering exzentrische Umlaufbahn von 0,086. Er besitzt möglicherweise eine 1:3-Bahnresonanz mit dem weiter innen liegenden Planeten Galileo. Ein Umlauf wird alle 44,34 Erdtage vollendet. Der Exoplanet umkreist seinen Stern in einer mittleren Entfernung (große Halbachse) von etwa 0,24 Astronomischen Einheiten. Er ist ihm damit näher als Merkur der Sonne.

## Physikalische Eigenschaften
55 Cancri c hat eine Mindestmasse von 0,169 Jupitermassen beziehungsweise fast 54 Erdmassen. Bei der zurzeit angenommenen Systeminklination von 53°, die aber noch bestätigt werden muss, wäre er mit 0,21 Jupitermassen deutlich massereicher. Es wird von einem Gasplaneten ohne feste Oberfläche ausgegangen.

## Namensherkunft
Wie alle Exoplaneten wird 55 Cancri c in der Regel mit der Bezeichnung des umkreisten Sterns und einem Kleinbuchstaben, entsprechend der Reihenfolge der Entdeckung, bezeichnet. Nach einem öffentlich ausgeschriebenen Wettbewerb der Internationalen Astronomischen Union (IAU) erhielt er am 15. Dezember 2015 einen Eigennamen nach dem dänischen Astronomen Tycho Brahe.